# Acropolitis magnana
Acropolitis magnana is een vlinder uit de onderfamilie Tortricinae van de familie bladrollers (Tortricidae). De wetenschappelijke naam van de soort is, als Tortrix magnana, voor het eerst geldig gepubliceerd in 1863 door Francis Walker.

## Type
- holotype: "female"
- instituut: BMNH, Londen, Engeland
- typelocatie: Australia, New South Wales, Sydney